# Ehemaliger Verwaltungstrakt und Auslieferungslager

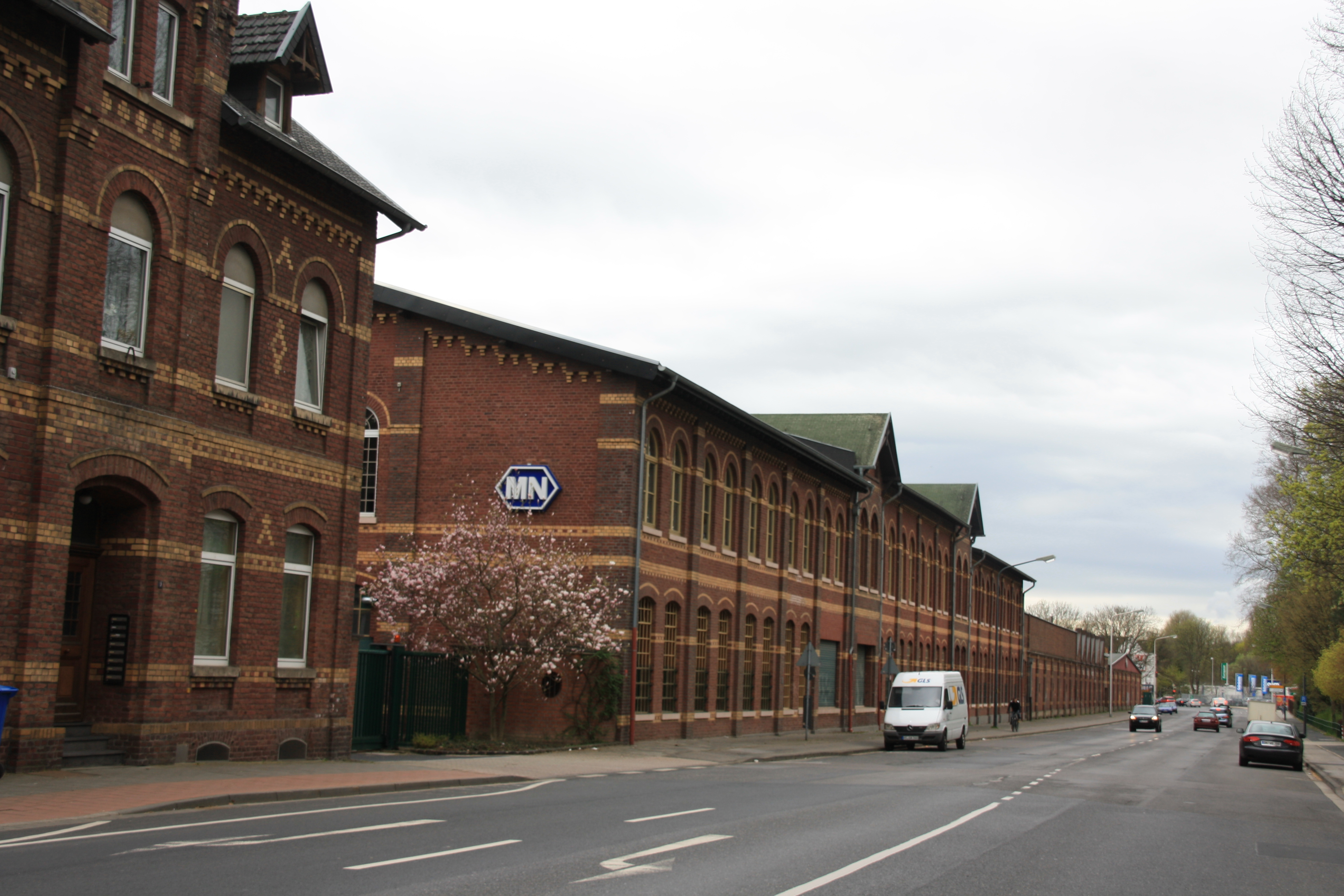
Links das Verwaltungsgebäude

Der ehemalige Verwaltungstrakt und das Auslieferungslager sind Teil der ehemaligen Feintuchfabrik Leopold Schoeller in Düren in Nordrhein-Westfalen, Valencienner Straße. Die Fabrik und alle Gebäude wurden um 1895 erbaut.
Das Gebäude ist zur Valencienner Straße hin als repräsentativer, zweigeschossiger, 32-achsiger roter Backsteinbau zu sehen. Er hat gelbe Backsteinziereinlagen. Der risalitartige Mittelteil hat zwei flankierende Ziergiebel. Im Erdgeschoss befinden sich Sichtbogenfenster und im Obergeschoss Rundbogenfenster. Im Inneren gibt es Kappendecken mit gusseisernen Säulen.
Das Bauwerk ist unter Nr. 1/066a in die Denkmalliste der Stadt Düren eingetragen. Derzeit ist das Gebäude Teil des Firmenbesitzes und Produktionsstandort von Macherey-Nagel.